# Gle Ritieng
Gle Ritieng är en kulle i Indonesien.   Den ligger i provinsen Aceh, i den västra delen av landet, 1 800 km nordväst om huvudstaden Jakarta. Toppen på Gle Ritieng är 102 meter över havet, eller 75 meter över den omgivande terrängen. Bredden vid basen är 0,98 km.
Terrängen runt Gle Ritieng är kuperad åt nordost, men åt sydost är den bergig. Havet är nära Gle Ritieng västerut.Runt Gle Ritieng är det glesbefolkat, med 15 invånare per kvadratkilometer. Närmaste större samhälle är Banda Aceh, 17,4 km nordost om Gle Ritieng. 